# Amár Szúaja
Amár Szúaja (arabul: عمار السويّح; Tunisz, 1957. június 11. –) tunéziai labdarúgóedző.

## Pályafutása
1999 és 2001 között a Hammam Lif vezetőedzője volt. 2001-től 2005-ig az Étoile du Sahel csapatát edzette és 2002-ben kinevezték a tunéziai válogatott szövetségi kapitányának. Irányításával a 2002-es világbajnokságon vereséget szenvedtek az oroszok és a japánok ellen és döntetlent játszottak a belgákkal. 2007 és 2008 között az arab Emírségekben dolgozott az Al-Dhafra csapatánál. 2009-ben a szaúdi El-Kádszíah vezetőedzője volt, melyet feljuttatott az első osztályba. 2011-ben ismét a válogatott szövetségi kapitánya volt. 2014-ben a szaúdi Es-Sabáb csapatát edzette. 2015 és 2017 között az Espérance de Tunis együttesénél vállalt munkát és bajnoki címig vezette az együttest. 2019-ben Szaúd-Arábiában az Ohod Clubnál dolgozott rövid ideig. A 2021–21-es szezonban az algériai JS Kabylie vezetőedzője volt. 

## Sikerei, díjai
Étoile du Sahel
- CAF-kupa győztes (1): 2003

Espérance de Tunis
- Tunéziai bajnok (1): 2016–17

## Külső hivatkozások
- Amár Szúaja adatlapja a National-Football-Teams.com oldalon (angolul)

- Amár Szúaja (angol nyelven). FootballDatabase.eu
- Amár Szúaja (német nyelven). kicker.de
- Amár Szúaja (német nyelven). transfermarkt.de
- Amár Szúaja adatlapja a worldfootball.net oldalon (angolul)